# Герб Вануату
Герб Вануату был принят в 1980 году после получения независимости англо-французским кондоминиумом Новые Гебриды (прежнее название страны).
На гербе изображён меланезийский воин или вождь с копьём в руках, который стоит перед вулканом. В нижней части герба расположен национальный девиз страны: «Long God yumi stanap» (в переводе с языка бислама «За Богом мы стоим»). Позади изображения воина — государственная эмблема Вануату: два зелёных листа саговника, за которыми — серебряный кабаний клык.
Листья саговника символизируют мир, а кабаний клык — благополучие (в Вануату кабан — символ богатства). Государственный девиз страны был придуман первым премьер-министром Республики Вануату, англиканским священником Уолтером Лини.